# 長嶺安政
長嶺 安政（ながみね やすまさ、1954年（昭和29年）4月16日 - ）は、日本の外交官、裁判官。最高裁判所裁判官などを歴任。

## 概要
サンフランシスコ駐在総領事等を経て、2011年（平成23年）から外務省国際法局長、2012年（平成24年）から駐オランダ特命全権大使、2013年（平成25年）から外務審議官。
2016年（平成28年）から駐大韓民国特命全権大使。2017年（平成29年）1月9日、「慰安婦問題日韓合意に基いて直ちに撤去されるべき従軍慰安婦像を、韓国当局が日本側からの慰安婦像撤去の申し入れに応じない。」という重大な合意違反に対する抗議として、赴任地のソウル特別市から引き揚げた。同年4月4日、北朝鮮によるミサイル発射で安全保障協力の必要性が高まり、朴槿恵前大統領の罷免で大韓民国大統領選挙が前倒しになったことなどを総合的に判断した日本国政府の決定によって、12週間ぶりに韓国に再赴任。
2019年（令和元年）駐英国特命全権大使。2021年（令和3年）2月8日最高裁判所判事。
2025年（令和7年）春の叙勲で旭日大綬章を受章。

## 経歴・人物
東京出身。東京教育大学附属駒場高校（現筑波大学附属駒場高校）を経て、東京大学教養学部教養学科在学中に外務公務員採用上級試験に合格する。1977年（昭和52年）東大卒業後、外務省に入省する。 1978年（昭和53年）イギリスオックスフォード大学に留学し、1980年（昭和55年）7月、スペシャル・ディプロマを取得する。
- 1992年（平成4年）3月 内閣法制局参事官（第三部）
- 1995年（平成7年）1月 欧亜局西欧第二課長
- 1996年（平成8年）7月 条約局法規課長
- 1998年（平成10年）8月 駐印公使
- 2001年（平成13年）1月 在英国日本国大使館公使
- 2002年（平成14年）7月 大臣官房参事官兼北米局
- 2004年（平成16年）
  - 7月 大臣官房審議官兼条約局
  - 8月 条約局が国際法局に変更
- 2006年（平成18年）7月 大臣官房審議官兼総合外交政策局
- 2007年（平成19年）8月 サンフランシスコ総領事
- 2010年（平成22年）国際法局長[7]
- 2012年（平成24年）9月11日 駐オランダ特命全権大使[8]
- 2013年（平成25年）7月 外務審議官（経済）
- 2016年（平成28年）8月 駐大韓民国特命全権大使[9]
- 2017年（平成29年）
  - 1月 韓国による慰安婦問題日韓合意違反に対する抗議として赴任地から引き揚げ[2]
  - 4月 赴任地へ帰任[10]
- 2019年（令和元年）10月15日 駐英国特命全権大使[11]
- 2021年（令和3年）
  - 2月8日 最高裁判所判事
  - 10月31日 最高裁判所裁判官国民審査において、罷免を可とする票4,138,543票、罷免を可とする率7.24%で信任[12]。
- 2024年（令和6年）4月15日 最高裁判所判事を定年退官。後任に元国連大使の石兼公博。

## 同期
- 秋元義孝（12年駐オーストラリア大使・10年儀典長）
- 佐野利男（13年軍縮会議代表部大使・10年駐デンマーク大使・08年軍縮不拡散・科学部長）
- 鈴木敏郎（13年駐エジプト大使・12年中東・北アフリカ諸国情勢担当大使・10年駐シリア大使・08年中東アフリカ局長）
- 梅本和義（13年国連次席大使・11年駐スイス大使・08年北米局長）
- 長崎輝章（13年駐バチカン大使・10年駐グアテマラ大使）
- 太田清和（10年シアトル総領事）
- 佐藤悟（11年駐スペイン大使・10年外務報道官・08年中南米局長）
- 小寺次郎（12年駐サウジアラビア大使・10年欧州局長・08年国際情報統括官）
- 八木毅（12年駐印大使兼ブータン大使・10年経済局長）
- 深田博史（13年駐ベトナム大使・10年駐セネガル大使・08年領事局長）
- 川田司（11年駐アルジェリア大使・10年領事局長）
- 角茂樹（11年駐バーレーン大使・08年国連大使）
- 井上進（11年駐コートジボワール大使）
- 小池政行（日本赤十字看護大学教授）
- 佐渡島志郎（11年駐バングラデシュ大使・10年国際協力局長）
- 花田吉隆（11年駐東ティモール大使）
- 杉山晋輔（16年外務事務次官・13年外務審議官（政務）・11年アジア大洋州局長・08年地球規模課題審議官）
- 高原寿一（12年駐チュニジア大使）
- 手塚義雅（12年駐トリニダード・トバゴ大使）